# 이재교
이재교(李在嶠, 1822년 ~ 1890년)는 조선 고종 때의 유학자이다.
본관은 여주(驪州)이고 자는 기수(基秀)이며, 호는 내곡(內谷)이다. 이언적의 후손으로, 영남 유생들을 이끌고 위정척사론을 내세우면서 1884년 〈영남만인소〉를 올려 당시의 정책, 특히 갑신 의제개혁을 비난하였다.